# Rukavac (Vis)
Rukavac falu Horvátországban, Split-Dalmácia megyében, Vis szigetén. Közigazgatásilag Vishez tartozik.

## Fekvése
Splittől légvonalban 57 km-re délnyugatra, Vis városától légvonalban 4, közúton 9 km-re délkeletre, Vis szigetének délkeleti oldalán, a tengerpart közelében fekszik. Vis és Komiža után a sziget harmadik legnagyobb települése. Házai között több apartman és néhány vendéglátóhely is található. Néhány kiépített strand is található a területén. A Stori Rukovac a település legrégebbi részén egy benyúló öbölben található. A Tepluš az öböl délnyugati részén található a közeli Ravnik-szigetre való kilátással, míg a település déli oldalán fekvő kőteraszos Bili bok elsősorban a nudisták kedvelt fürdőhelye. 

## Története
Vis szigete már a történelem előtti időkben is lakott volt. Az enyhe éghajlat, a termékeny föld és a halban gazdag tenger már a nagyon korai időkben is bőséges feltételeket biztosított az emberi letelepedéshez. Az ősi indoeurópai kultúra már az i. e. 2. évezredben is virágzott a szigeten. Ezt igazolják a szigeten több helyen található halomsírok és az ősi várromokat jelölő „gradac”, illetve „gradina” helynevek. A település valószínűleg a 17. században kis halászfaluként keletkezett, amikor a sziget a Velencei Köztársasághoz tartozott. A velencei uralomnak 1797-ben vége szakadt és osztrák csapatok vonultak be Dalmáciába. 1805-ben a sziget az osztrákokat legyőző franciák uralma alá került, de 1811-ben a tengeri fölényben levő angolok elvették a franciáktól. Napóleon végső veresége után újra az osztrákoké lett. A településnek 1880-ban 58, 1910-ben 127 lakosa volt. 
1918-ban elfoglalták az olasz csapatok, az olasz  uralom 1921-ig tartott. Ezután az új szerb-horvát-szlovén állam, majd később Jugoszlávia része lett. A II. világháború után a szocialista Jugoszláviához került. A jugoszláv időszak sziget gazdasági stagnálásának időszaka volt, a lakosság száma az ötödére esett vissza. 1991-től a független Horvátország része, de 1992-ig a JNA katonái állomásoztak a szigeten. A jugoszláv katonák csak 1992 május 30-án hagyták el végleg a szigetet, helyükre horvát csapatok érkeztek. 2011-ben 66 lakosa volt, akik a hagyományos halászat, olajbogyó- és szőlőtermesztés mellett a turizmusból éltek.

## Népesség
| Lakosság változása | Lakosság változása | Lakosság változása | Lakosság változása | Lakosság változása | Lakosság változása | Lakosság változása | Lakosság változása | Lakosság változása | Lakosság változása | Lakosság változása | Lakosság változása | Lakosság változása | Lakosság változása | Lakosság változása | Lakosság változása |
| ------------------ | ------------------ | ------------------ | ------------------ | ------------------ | ------------------ | ------------------ | ------------------ | ------------------ | ------------------ | ------------------ | ------------------ | ------------------ | ------------------ | ------------------ | ------------------ |
| 1857               | 1869               | 1880               | 1890               | 1900               | 1910               | 1921               | 1931               | 1948               | 1953               | 1961               | 1971               | 1981               | 1991               | 2001               | 2011               |
| 0                  | 0                  | 58                 | 76                 | 108                | 127                | 80                 | 144                | 138                | 140                | 111                | 70                 | 39                 | 36                 | 47                 | 66                 |

(1857-ben és 1869-ben lakosságát Vis városához számították.)

## Nevezetességei
A település mellett a tengerben egy elsüllyedt amerikai bombázó roncsa található. A B-17G típusú bombázó az Olaszországban állomásozó 340 Bmb század egyik gépe volt, ahonnan célbombázási küldetésekre indult Ausztriába. A repülőgép hossza 22,5 méter, szárnyfesztávolsága 31,5 méter volt. A fegyverzet 12,7 mm-es Browning gépfegyverekből és 7893 kg-os bombákból állt. Az 1944. november 6-i misszió során a gép megrongálódott és leszállásra kényszerült. Mivel Vis szigetének kifutópályáját elzárták, leereszkedett a tengerre, majd elsüllyedt. Ma a gépen szinte teljesen megmaradt a műszerállomány.
A "Brioni" gőzhajót 1909-ben építették utasszállító hajóként. Az Österreichische Lloydhoz tartozott. Az első világháború alatt az Osztrák-Magyar Haditengerészet szolgálatában hajózott. Hossza 69 méter, és teherbírása 1111 BRT volt. A tengerfenéken a roncs az oldalán fekszik, és jól megőrzött állapotban.